# Somchay Madlad
Somchay Madlad (thailändisch สมชาย หมาดเอียด, * 19. Oktober 1992) ist ein thailändischer Fußballspieler.

## Karriere
Somchay Madlad spielte bis Ende 2018 beim Kasetsart FC. Der Verein aus der thailändischen Hauptstadt Bangkok spielte in der zweithöchsten Liga des Landes, der Thai League 2. Bei dem Hauptstadtverein kam er jedoch nur im Thai League Cup und im FA Cup zum Einsatz. 2019 wechselte er zum Zweitligaaufsteiger JL Chiangmai United FC nach Chiangmai. Nach einer Saison, in der er sechs Ligaspiele bestritt, verließ er Ende 2019 den Verein und schloss sich dem Ligakonkurrenten Samut Sakhon FC aus Samut Sakhon an. Für Samut Sakhon bestritt er sechs Zweitligaspiele. Nach der Saison wurde sein Vertrag nicht verlängert. Im Anschluss spielte er zweimal für den Amateurligisten MH Nakhonsi City FC